# Guzmania andreana
Guzmania andreana är en gräsväxtart som först beskrevs av Charles Jacques Édouard Morren, och fick sitt nu gällande namn av Carl Christian Mez. Guzmania andreana ingår i släktet Guzmania och familjen Bromeliaceae. Inga underarter finns listade i Catalogue of Life.